# خط طول 172° شرق
خط طول 172° شرق خط غرينتش هو خط طول يمتد من القطب الشمالي، مرورا عبر المحيط المتجمد الشمالي، آسيا، المحيط الهادئ، نيوزيلندا، المحيط المتجمد الجنوبي والقارة القطبية الجنوبية. ويشكل خط طول 172° شرق دائرة متكاملة مع خط طول 8° غرب.

## من القطب إلى القطب
ينطلق خط طول 172° شرق من القطب الشمالي إلى القطب الجنوبي مرورا بالمناطق التالية:
| الاحداثيات                           | الأرض، الدولة أو البحر                    |
| ------------------------------------ | ----------------------------------------- |
| 90°0′N 172°0′E / 90.000°N 172.000°E  | المحيط المتجمد الشمالي                    |
| 73°27′N 172°0′E / 73.450°N 172.000°E | بحر سيبيريا الشرقي                        |
| 69°59′N 172°0′E / 69.983°N 172.000°E | روسيا                                     |
| 60°53′N 172°0′E / 60.883°N 172.000°E | بحر بيرينغ                                |
| 53°5′N 172°0′E / 53.083°N 172.000°E  | المحيط الهادئ                             |
| 6°13′N 172°0′E / 6.217°N 172.000°E   | جزر مارشال                                |
| 6°2′N 172°0′E / 6.033°N 172.000°E    | المحيط الهادئ                             |
| 41°26′S 172°0′E / 41.433°S 172.000°E | نيوزيلندا                                 |
| 43°58′S 172°0′E / 43.967°S 172.000°E | المحيط الهادئ                             |
| 60°0′S 172°0′E / 60.000°S 172.000°E  | المحيط المتجمد الجنوبي                    |
| 77°26′S 172°0′E / 77.433°S 172.000°E | أنتاركتيكا — منطقة روس تابعة لـ نيوزيلندا |